# Jaroslav Palliardi

Jaroslav Palliardi (Telč, 1861. február 20. – Moravské Budějovice, 1922. március 12.) morva régész, a Palliardi család hetedik generációjának liemelkedő tagja. Ő dolgozta ki a morva kalkolitikum alapkronológiáját, ami fontos része a közép-európai kalkolitikum szakaszolásának. Znojmo környékén tevékenykedett.
Egyszerűen Jaroslav Palliardi néven ismert; a második (Ignác) keresztnevét nem használta.

## Élete

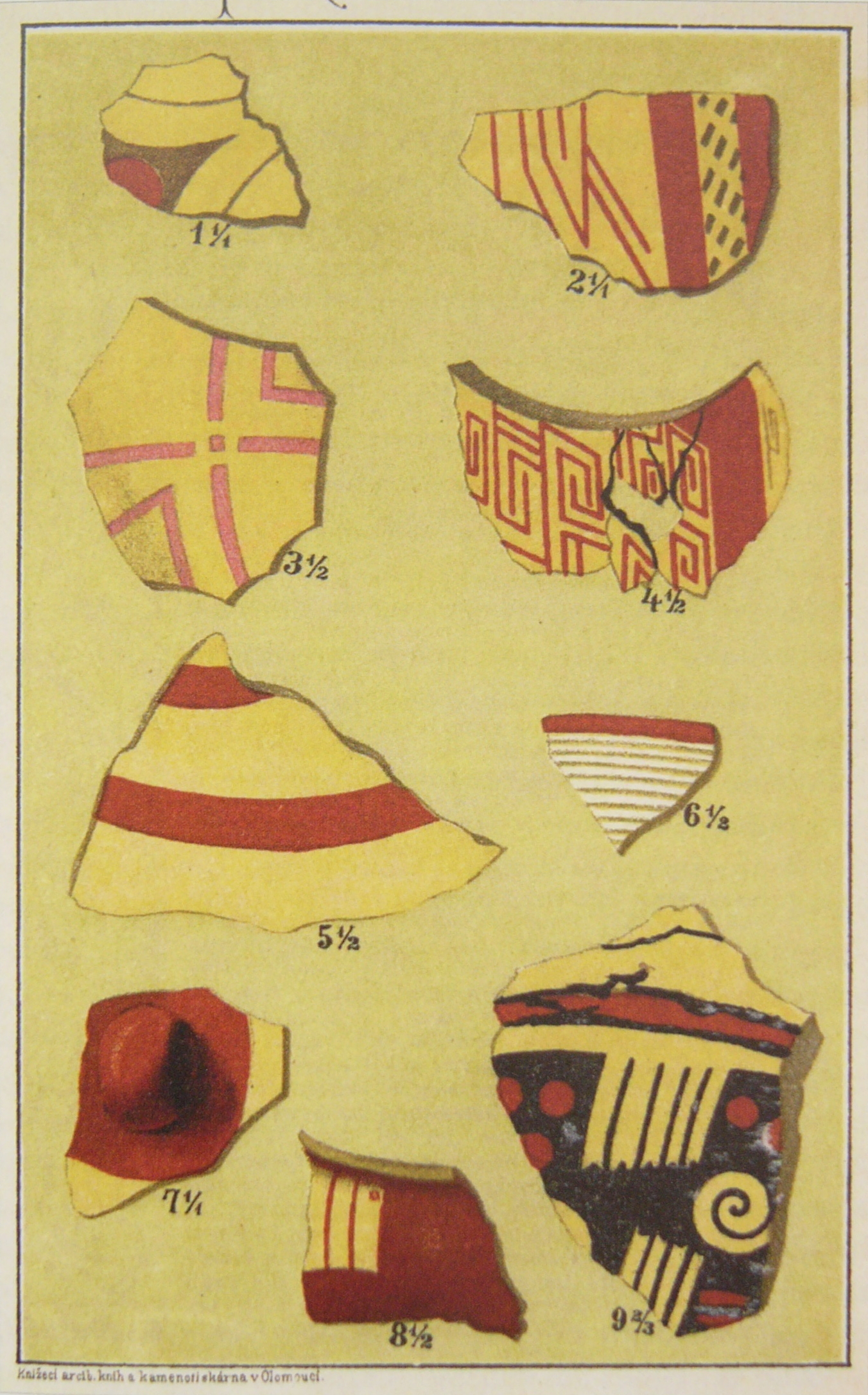
Palliardi, J. (1897) Die neolitischen Ansiedelungen mit bemalter Keramik in Mähren und in Niederösterreich. - Mittheilungen d. Praehistorschen Commission d. keiserlichen Akademie d. Wissenscheften in Wien, I Band, Nro. 4, 237-264.

Telčben született; szülei Anton Alois Palliardi és Marie Iglová. Születési és keresztelési anyakönyvi kivonatának kétnyelvű másolatát Telčben adták ki július 28-án.
Apja foglalkozásától függően a család gyakran változtatta lakóhelyét. Egy ideig Bystřice pod Hostýnemben, majd  Znojmóban laktak, ahol a család összebarátkozott Jan Vlk jegyzővel, hazafias nemzeti ébresztővel. Jaroslav a znojmói gimnáziumban tanult (állítólag egy ideig Mladá Boleslavban is), főleg a kroměříži piarista gimnáziumban, ahol aztán érettségizett. Ott kötött barátságot a leendő költő és jelentős kulturális munkás František Táorskýval, akit többek között a szláv népek kultúrája érdekelt. Táborský és más kroměříži hazafiak minden szempontból pozitívan hatottak Palliardira, különösen nemzeti tudatára.
Az érettségi után Prágába ment, hogy jogot tanuljon a Német Egyetemen, majd annak visszaállítása után a családi hagyomány szerint a cseh Károly-Ferdinánd Egyetemen. Itt tanult az 1870-es évek végétől az 1880-as évek első feléig. Közben Prágában megerősödtek az értelmiség és születőben lévő nemzeti burzsoázia a nemzeti mozgalmai. A csehek át akarták törni a kiváltságos helyzetű német ipar eléjük emelt gátját saját ipari forradalmuk érdekében. Jaroslav tanulmányai alatt nemcsak a Nemzeti Színház megnyitása fogta meg 1881. június 11-én (Smetana: Libuše c operájával), de a császár 1882. május 11-i döntése is, amely szerint az egyetemi előadások nem csak német nyelven hangozhatnak el, hanem csehül is (1882-től a bölcsész-, majd 1883-tól pedig a cseh orvosi karon). A cseh nemzetiek más nemzetek függetlenségéért és egyesüléséért is küzdöttek. Az osztrák monarchia állandó centralizációs, németesítő törekvései azonban további feszültségekhez vezettek. Az 1880-as év a német oktatást támogató Deutscher Schulverein megalapításának éve, és erre még ugyanebben az évben a válasz az Ústřední matica školská létrehozása volt, amelyben később Palliardi is elkötelezetten tanított. Nagyon valószínű, hogy prágai tanulmányai során Jaroslav személyesen találkozott Masaryk professzorral, akinek előadásait látogatta. Lehetséges, hogy Masarykot már a gyűjtéssel és a történelem előtti idők ismereteivel érdekelte az ifjú Palliardi. Különféle összefüggésekből következik, hogy Palliardi írásos kapcsolatot tartott fenn a professzorral, majd az elnökkel. Palliardi támogatta a szabad köztársaság gondolatát. 1920-ban az elnök meglátogatta Palliardi gyűjteményét Moravské Budějovicében.
Jan Vlk irodájában állt munkába mint jegyző és közjegyző. Irodája a znojmói Alsó téren (Dolní náměstí) állt. Vlk számos cseh ébresztő egyesületet alapított, ezek közül a legfontosabb a Znojemská Beseda volt 1870. július 17-én, az Az arany kútnál fogadóban (U zlaté studny). Palliardi a Besedának is tagja is volt, és egyszerre foglalkozott oktatással, kulturális, gyűjtő- és aktív régészeti feltáró tevékenységgel. Elsőként a znojmói kastély udvarának rekonstrukciója során vállalkozott a kora középkori kultúrrétegek felmérésére.
Aktívan részt vett a közéletben. Tagja volt a Sokol kulturális egyesületnek. Vallásellenes írásokat is közölt.

## Szakmai munkássága
A régiségek iránti érdeklődését már egészen fiatal korában felkeltette érdeklődését egy bizonyos Bílek nevű telči földmérő.
Znojmóban elvette a kapcsolatot az olomouci muzeális társasággal, aminek élén akkor Jindřich Wankel állt. 1886-tól a Časopis Vlastivědné muzejní společnosti-ben közölte cikkeit, majd 1893-tól ő szerkesztette a folyóiratot. 1909-től a Morva régész klub tagja lett. Főleg a régészeti rétegtan érdekelte. Znojmóban nemcsak maga kezdett érdekes ásatásokat a vérban, de végiglátogatta a környék régészetileg gazdag falvait is.
Hamarosan ismert „antikvárius” lett belőle, így természetes volt, hogy 1888-ban elsőként őt értesítették a Znojmo elővárosában, Novosadában műhelyépítés során előkerült festett kerámiákról. Kiásatta őket, ez a a neolitikus „festett” kerámiaegyüttes lett első nagy felfedezése. A 19. század az az időszak, amikor az evolúcióról alkotott elképzelések kezdtek teret hódítani a régészetben. Környezetünkben felvirágoztak a hazafias érzések, ami a romantikus történeti kutatásokban, a régiségek gyűjtésében és megőrzésében, a nemzeti szláv gyökerek keresésében és az aktív régészeti tevékenység időszakában is megmutatkozott.
A a Znojmo-Novosady-i lelőhely alapján különítette el 1888-ban a morva festett kerámia kultúráját. A 19. század 90-es éveitől kezdve František Vildomeccel közösen ásatott Jaroměřice nad Rokytnou-ban, Boskovštejnben, Hodonicén, Křepicén, Střelicén, Těšeticén. 1909 és 1915 között végezte legfontosabb feltárását, a korra nem jellemző alapossággal Jevišovice-Starý Zámek lelőhelyen. Itt 4 réteget különböztetett meg:
- A — középkor,

- B — jevišovice,

- C1 — péceli kultúra (Baden),
- C2 — tölcsérszájú edények kultúrája,
- D — késői morva festett kerámia kultúrája.

Ezek alapján vertikális sztratigráfiai alapokra helyezte a morva kalkolitikum kronológiáját. Eredményeit 1911-ben és 1914-ben publikálta, és ezeket a környező országok kronológiai rendszerei is átvették.
Sajnos munkásságának nagy része kéziratban maradt. Az ő eredményeire épített Anna Medunová-Benešová is, amikor 1972-ben katalógusban jelentette meg a leleteket. Sokrétű gyűjteményét a Morva Múzeumban helyezték el Brünnben.

## Főbb művei
- 1897 Die neolithischen Ansiedelungen mit bemalter Keramik in Mähren und Niederösterreich.
- 1914 Die relative Chronologie der jünger Steinzeit in Mähren